# Radwegtunnel

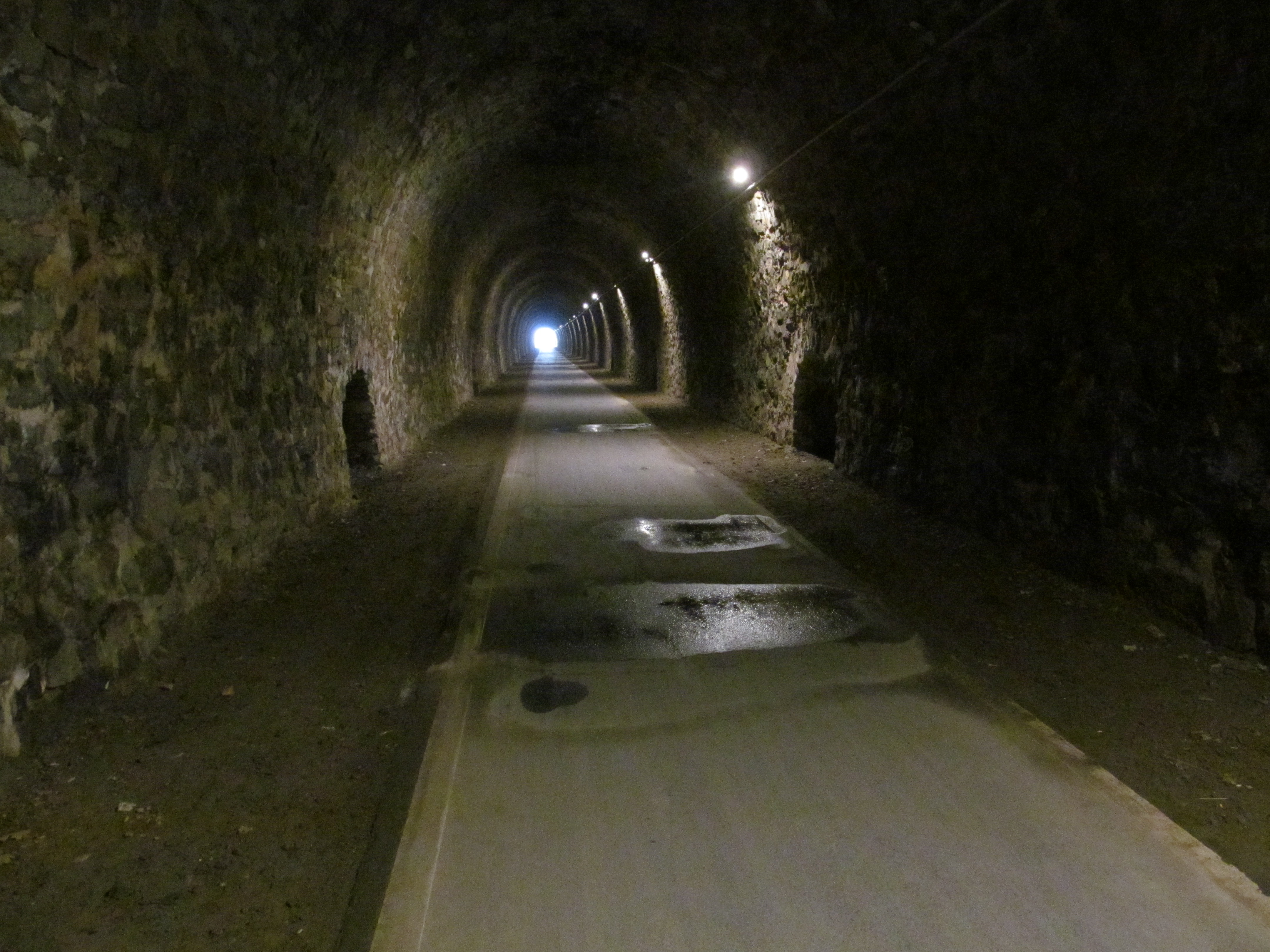
Radweg im Tunnel der Bahnstrecke Nuttlar–Frankenberg bei Bromskirchen

Ein Radwegtunnel oder Fahrradtunnel, in der Schweiz auch Velotunnel, ist ein Tunnel, der hauptsächlich als Radverkehrsanlage dient.

## Bedeutung
Im Zuge von Radschnellwegen oder Radwanderwegen (insbesondere bei Fahrradwegen auf stillgelegten Bahntrassen) werden Tunnel neu errichtet oder bestehende Tunnel fahrradgerecht umgebaut, um auch für diese kreuzungsfreie Wege anbieten zu können. Der Kyller Tunnel wird sowohl durch die weiterhin befahrene Eifelstrecke als auch vom Radverkehr genutzt. Dies gilt ebenso für den nahen Dechen-Tunnel. Der Kückelheimer Tunnel wird jedoch im Winter wie andere für Fledermäuse gesperrt.

## Beispiele
Beispiele für Radwegtunnel in ehemaligen Eisenbahntunneln sind der Deiseler Tunnel an der Carlsbahn (Landkreis Kassel), der Fledermaustunnel auf dem SauerlandRadring, der Milseburgtunnel in der hessischen Rhön, der Schulenbergtunnel in Hattingen (NRW) sowie der Bockauer Tunnel in Sachsen. Auch der Tübinger Schlossbergtunnel wird durch den nichtmotorisierten Verkehr genutzt. Hier haben nie Gleise gelegen.
In Bergen befindet sich der Fyllingsdal-Tunnel; er ist mit 2900 Metern der längste Tunnel für Radfahrer und Fußgänger Europas, der auch als Fluchttunnel für Reisende der Straßenbahnlinie 2 dient.
Beim Zürcher Hauptbahnhof wurde 2025 ein Velotunnel eröffnet, der ursprünglich für den Autoverkehr gebaut wurde.